# 梵殿乡
梵殿乡，是中华人民共和国四川省南充市顺庆区曾经下辖的一个乡。2019年9月，撤销灯台乡和梵殿乡，将其所属行政区域划归芦溪镇管辖。

## 行政区划
梵殿乡撤销前下辖以下地区：
黎家沟村、陈家沟村、傅家沟村、徐家沟村、严家沟村、董干沟村、费家沟村、唐家湾村、常宁院村和王家沟村。